# Brevicornu bellum
Brevicornu bellum är en tvåvingeart som först beskrevs av Oskar Augustus Johannsen 1912.  Brevicornu bellum ingår i släktet Brevicornu och familjen svampmyggor. Arten är reproducerande i Sverige. Inga underarter finns listade i Catalogue of Life.